# Nicolas Kiesa
Nicolas Kiesa (Koppenhága, 1978. március 3. –) dán autóversenyző.

## Pályafutása
1992 és 1996 között különböző gokart-bajnokságokban szerepelt.
1999-ben brit Formula–Ford-bajnok volt. 2000-ben és 2001-ben brit és német Formula–3-as sorozatokban versenyzett.
2002-ben és 2003-ban a nemzetközi Formula–3000-es bajnokság futamain indult. Ez időszak alatt egy futamgyőzelmet szerzett. Nicolas a monacói nagydíj utolsó körében előzte meg Björn Wirdheimet és nyerte meg a futamot.

### Formula–1
2003-ban lehetőséget kapott a Formula–1-es világbajnokságon is. A Minardi csapatától távozó Justin Wilson helyére ülhetett be az idény utolsó öt futamára. Mivel a szezon alatt teszttilalom volt életben, a Minardi engedélyt kért valamennyi csapattól arra, hogy Nicolas megismerkedhessen a versenyautóval. Egy a fioranoi pályán tartott külön teszten 310 kilométert tett meg, mielőtt részt vett volna a német nagydíjon. Első versenyén tizenkettedik lett, de célba ért az ezt követő négy futamon is. Pontot egy alkalommal sem szerzett, és a következő évre nem kapott szerződést. 2005-ben a Jordan tesztpilótája volt.

### Formula–1 után
2006-ban a Le Mans-széria és a német túraautó-bajnokság több futamán szerepelt, valamint elindult a Le Mans-i 24 órás futamon is. A versenyen Gavin Pickering és Jens Møller váltótársaként indult. Hármasuk egy baleset miatt nem ért célba.

## Eredményei
Teljes eredménylistája a nemzetközi Formula–3000-es sorozaton
(Táblázat értelmezése)

(Félkövér: pole-pozícióból indult; dőlt: leggyorsabb kört futott) 

| Év   | Csapat            | 1      | 2      | 3      | 4      | 5      | 6      | 7      | 8      | 9      | 10     | 11    | 12    | Helyezés | Pont |
| ---- | ----------------- | ------ | ------ | ------ | ------ | ------ | ------ | ------ | ------ | ------ | ------ | ----- | ----- | -------- | ---- |
| 2002 | PSM Racing Line   | INT 15 | IMO 8  | CAT Ki | A1R 10 | MON Ki | NUR 10 | SIL 10 | MAG Ki | HOC Ki | HUN Ki | SPA 6 | MNZ 5 | 12.      | 3    |
| 2003 | Den Blå Avis      | IMO 12 | CAT 10 | A1R 6  | MON 1  | NUR 3  | MAG Ki |        |        |        |        |       |       | 7.       | 20   |
| 2003 | Super Nova Racing |        |        |        |        |        |        | SIL 8  | HOC    | HUN    | MNZ    |       |       | 7.       | 20   |

Teljes Formula–1-es eredménylistája
(Táblázat értelmezése)

(Félkövér: pole-pozícióból indult; dőlt: leggyorsabb kört futott) 

| Év   | Csapat  | Modell       | Motor        | 1   | 2   | 3   | 4   | 5   | 6   | 7   | 8   | 9   | 10  | 11  | 12     | 13     | 14     | 15     | 16     | 17     | 18  | 19     | Helyezés | Pont |
| ---- | ------- | ------------ | ------------ | --- | --- | --- | --- | --- | --- | --- | --- | --- | --- | --- | ------ | ------ | ------ | ------ | ------ | ------ | --- | ------ | -------- | ---- |
| 2003 | Minardi | Minardi PS03 | Cosworth V10 | AUS | MAL | BRA | SMR | ESP | AUT | MON | CAN | EUR | FRA | GBR | GER 12 | HUN 13 | ITA 12 | USA 11 | JPN 16 |        |     |        | 23.      | 0    |
| 2005 | Jordan  | Jordan EJ15  | Toyota V10   | AUS | MAL | BHR | SMR | ESP | MON | EUR | CAN | USA | FRA | GBR | GER Tp | HUN Tp | TUR Tp | ITA Tp | BEL Tp |        |     |        | -        | -    |
| 2005 | Jordan  | Jordan EJ15B | Toyota V10   |     |     |     |     |     |     |     |     |     |     |     |        |        |        |        |        | BRA Tp | JPN | CHN Tp | -        | -    |

Le Mans-i 24 órás autóverseny
| Év   | Csapat              | Autó                    | Csapattárs      | Csapattárs  | Helyezés | Kiesés oka |
| ---- | ------------------- | ----------------------- | --------------- | ----------- | -------- | ---------- |
| 2006 | Lister Storm Racing | Lister Storm LMP Hybrid | Gavin Pickering | Jens Møller | Kiesett  | Baleset    |